# P Money
P Money, właściwie Paris Moore-Williams (ur. 8 kwietnia 1989 w Londynie) – brytyjski MC i wykonawca muzyki grime oraz raper. Jest założycielem i członkiem grupy OGz. W swojej muzyce często łączy grime z dubstep’em, przyjaźni się z pionierami tej muzyki – Bengą i Skream’em.
Jako jeden z czołowych reprezentantów brytyjskiej sceny grime, P Money w swojej karierze współpracował z wieloma innymi MC, a także z artystami spoza tego gatunku, m.in. z Bengą, Example, Flux Pavilion, a także z Ed Sheeran’em, z którym nagrał utwór „Family” oraz remix utworu „Lego House”.
Najbardziej znane wydane utwory z gatunku grime to m.in. Slang Like This, What Did He Say, Gimme 2 Minutes, Originators, a z gatunku dubstep: Dubsteppin’, I Can’t Stop, High Speed, Sweet Shop czy Shutting Down.
P Money oprócz typowych mixtape’ów wydał 3 LP, wydane w wytwórni muzycznej i mające strukturę albumu, ale on sam nazywa je mixtape’ami.
Za mixtape Money Over Everyone P Money otrzymał w 2010 roku dwie nagrody OMA: za „Najlepszy Mixtape Grime” oraz za „Najlepszy Mixtape roku 2009”.

## Dyskografia

### Mixtape/albumy
- Coins 2 Notes (2007)
- P Money Is Power (2008)
- Money Over Everyone (2009)
- Blacks & P (2011)
- #MAD (2013)
- Money Over Everyone 2 (2015)

### EP
- I Beat The Tune (2011)
- Dubsteppin (2012)
- Round The Clock (2013)
- Originators (2014)
- I Beat The Tune 2 (2015)